# Cristina de Inza
Cristina de Inza (nacida en Zaragoza en 1965) es una actriz española de cine, teatro y televisión.

## Biografía
En 1987 termina sus estudios en la Escuela de Arte Dramático de Zaragoza. Ha finalizado también tres cursos de Técnico de Empresas y Actividades Turísticas y se ha diplomado en la Escuela de Profesorado de EGB. Tiene conocimientos básicos de inglés, francés y alemán y conocimientos de equitación y esgrima. Le apasiona el tango. Mide 1,67 metros. Tiene una hija nacida en 2004

## Carrera

### Teatro
- El misántropo de Molière
- Una visita inesperada, de Agatha Christie. Dirección: Gerardo Maya.
- Morir cuerdo, vivir loco, Texto y dirección: Fernando Fernán Gómez.
- Antihéroes, de Víctor Mira. Dirección: Félix Martín. ARCO 2003
- Gargallo: Un grito en el desierto, Idea y dirección: Félix Martín.
- Picasso adora la mar, Dirección: Carlos Martín.
- La costilla asada de Adán, de Carmen Rico Godoy. Dirección: Ernesto Caballero.
- El bestiario, de Javier Tomeo. Dirección: Francisco Ortega.
- Bodas de sangre, de Federico García Lorca. Dirección: Félix Martín.
- Sin ti, Idea y dirección: Pere Sagristá.
- La venganza de Don Mendo, Dirección: Rafael Campos.
- Doña Angelina o el honor de un brigadier, Dirección: Rafael Campos.
- El amor brujo, Dirección: Rafael Campos.
- Elecktra, Dirección: Félix Martín.
- Opereta en calderilla, Dirección: Rafael Campos.
- Shakespeare’s, Dirección: Francisco Ortega.
- Pasa de noches, Dirección: Francisco Ortega.
- La primera clase, de Rudolf Sirera. Dirección: Lourdes Barba.
- El médico a palos, de Molière. Dirección: Francisco Ortega.
- A la llegada jugaremos al Ping-Pong, Dirección: Francisco Ortega.
- Don Juan... Y si estuviera aquí, Dirección: Francisco Ortega.
- El Coronel no tiene quien le escriba, Dirección: Carlos Saura.

### Cine
Largometrajes
- 2014 - Justi & Cia. Dirección Ignacio Estaregui
- 2007 – Aprendiendo a vivir.
- 2006 – Ladrones, Dirección: Jaime Marqués.
- 2006 - ¿Y tú quién eres?, Dirección: Antonio Mercero.
- 2005 - Cabeza de perro, Dirección: Santi Amodeo.
- 2004 - El séptimo día, Dirección: Carlos Saura.
- 2004 - Plauto, Dirección: David Gordón.
- 2003 - La leyenda de los Romeros, Dirección: Ignacio Bernal.

Cortometrajes
- 2003 - La tuerca, Guion y dirección: Melissa Martínez.
- 2002 - Doctor Tabernier, Idea y dirección: Fernando Vera.
- 2000 - El niño de las manos atadas, Idea y dirección: Miguel Ángel Mañas.

### Televisión
- Dos vidas, La 1

- Lo que escondían sus ojos Tele 5
- El Ministerio del Tiempo - Ángela
- Sin identidad - Eugenia
- Velvet - Aurora
- Los misterios de Laura (Episódico)
- 14 de abril. La República, La 1
- Padres, Antena 3
- Amar en tiempos revueltos La 1 (4.ª temporada)
- MIR (Episódico de continuidad)
- Tirando a dar (Episódico)
- El pasado es mañana Telecinco
- Lobos Antena 3. (Episódico)
- Simuladores Cuatro (Episódico)
- El comisario Telecinco (Episódico)
- Mis adorables vecinos Antena 3. (Episódico)
- Hospital Central Telecinco (Episódico)
- Ana y los 7 TVE (Episódico)
- Al salir de clase Telecinco (Episódico)
- Los hermanos Pérez Conde Canal 9 de Buenos Aires
- Los Gugucús